# Onthophagus bicavicollis
Onthophagus bicavicollis är en skalbaggsart som beskrevs av Lea 1923. Onthophagus bicavicollis ingår i släktet Onthophagus och familjen bladhorningar. Inga underarter finns listade i Catalogue of Life.